# Колодкино (Калужская область)
Колодкино — деревня в Боровском районе Калужской области Российской Федерации. Входит в состав сельского поселения «Деревня Совьяки».

## География
Находится на северо-востоке Калужской области,  вблизи границы с Московской областью. Расстояние до Калуги: 76 км, Москвы: 120 км, до Боровска: 17 км.  Ближайшие населенные пункты: Ворсино (3км), Ермолино (6км), Климкино (4км).

## История
В 1859 год Колодкина — казенная деревня по правую сторону Московского тракта, при овраге Труханове и колодце, 2-го стана Боровского уезда Калужской губернии.

## Население
| 2002 | 2010 |
| ---- | ---- |
| 2    | →2   |